# Bodega Simón Bolívar
La Bodega Simón Bolívar es una edificación industrial ubicada al frente del muelle Barón, en el borde costero de la ciudad de Valparaíso, Chile, entre las estaciones Francia y Barón del Tren Limache-Puerto.
Fue proyectada por el arquitecto Eric Jacobsen y construida por el ingeniero contratista Hans Von Kiesling en el año 1930, para almacenar carbón y salitre. En el año 2002 fue recuperada como terminal de pasajeros de cruceros y centro de eventos.
Su construcción, de cerca de 400 m de largo sigue el borde costero y la línea del ferrocarril del Tren Limache-Puerto, con una curva larga en la parte más baja.